# El Tag
 (juin 2015).
Si vous disposez d'ouvrages ou d'articles de référence ou si vous connaissez des sites web de qualité traitant du thème abordé ici, merci de compléter l'article en donnant les références utiles à sa vérifiabilité et en les liant à la section « Notes et références ».

El Tag (« la couronne ») est un village et un lieu saint de la Sanousiyya dans l'oasis de Koufra, dans la partie du Sahara constituant le désert libyen. Il est situé dans le district de Koufra en Cyrénaïque, région du sud-est de la Libye.

## Histoire

### Période Al-Sanousi
El Tag a été fondée en 1895 par Mohammed al-Mahdi al-Sanoussi (1844-1902), après l'Empire ottoman dans le désert de Cyrénaïque à Koufra.
Il y a construit une mosquée octogonale et un minaret, ainsi que plusieurs tombes de la famille al-Sanoussi ici, qui, plus tard, sont devenues un lieu saint de la Sanousiyya.

### Seconde Guerre mondiale
Durant la colonisation italienne , un fort militaire a été construit inspiré des leçons militaires de la Première Guerre mondiale dans le milieu des années 1930. Il se révéla peu d'utilité dans les tactiques de guerre mobiles pendant la Seconde Guerre mondiale.
Le fort, l'aérodrome, et la ville de Koufra ont été pris par des Forces françaises libres et par une force conjointe britannique et néo-zélandaise en 1941.

### Deuxième guerre civile libyenne
A la toute fin de l'année 2017, le prédicateur du mouvement salafiste madkhaliste, Majdi Hafala, a ordonné[quoi ?] à la milice Subul al-Salam, de la tribu des Zuwayya, établi à Koufra, du tombeau à El Tag de Mohammed al-Mahdi al-Sanoussi, un des fondateurs de la confrérie Sénoussie,. Le corps avait déjà été exhumé en 2012 et inhumé dans un cimetière à proximité jusqu'à ce que des membres de la famille le retrouvent et le remettent dans le tombeau.